# Selters (Westerwald)
Pour les articles homonymes, voir Selters.
Selters (Westerwald) est une ville et chef-lieu du Verbandsgemeinde de Selters, dans l'arrondissement de Westerwald, en Rhénanie-Palatinat, dans l'ouest de l'Allemagne.